# Brasserie des Légendes
La Brasserie des Légendes est une entreprise belge issue de la fusion en décembre 2006 de deux brasseries du Hainaut : la Brasserie des Géants appelée aussi Brasserie Goliath implantée à Irchonwelz produisant entre autres la Goliath et la Gouyasse et la Brasserie Ellezelloise située à Ellezelles produisant principalement la Quintine. Le siège de l'entreprise se trouve à Irchonwelz dans la commune d'Ath.
Les bières originales de la brasserie sont reprises comme Belgian Beer of Wallonia, protection accordée par l'Agence wallonne pour la promotion d'une agriculture de qualité (APAQ-W).

## Histoire

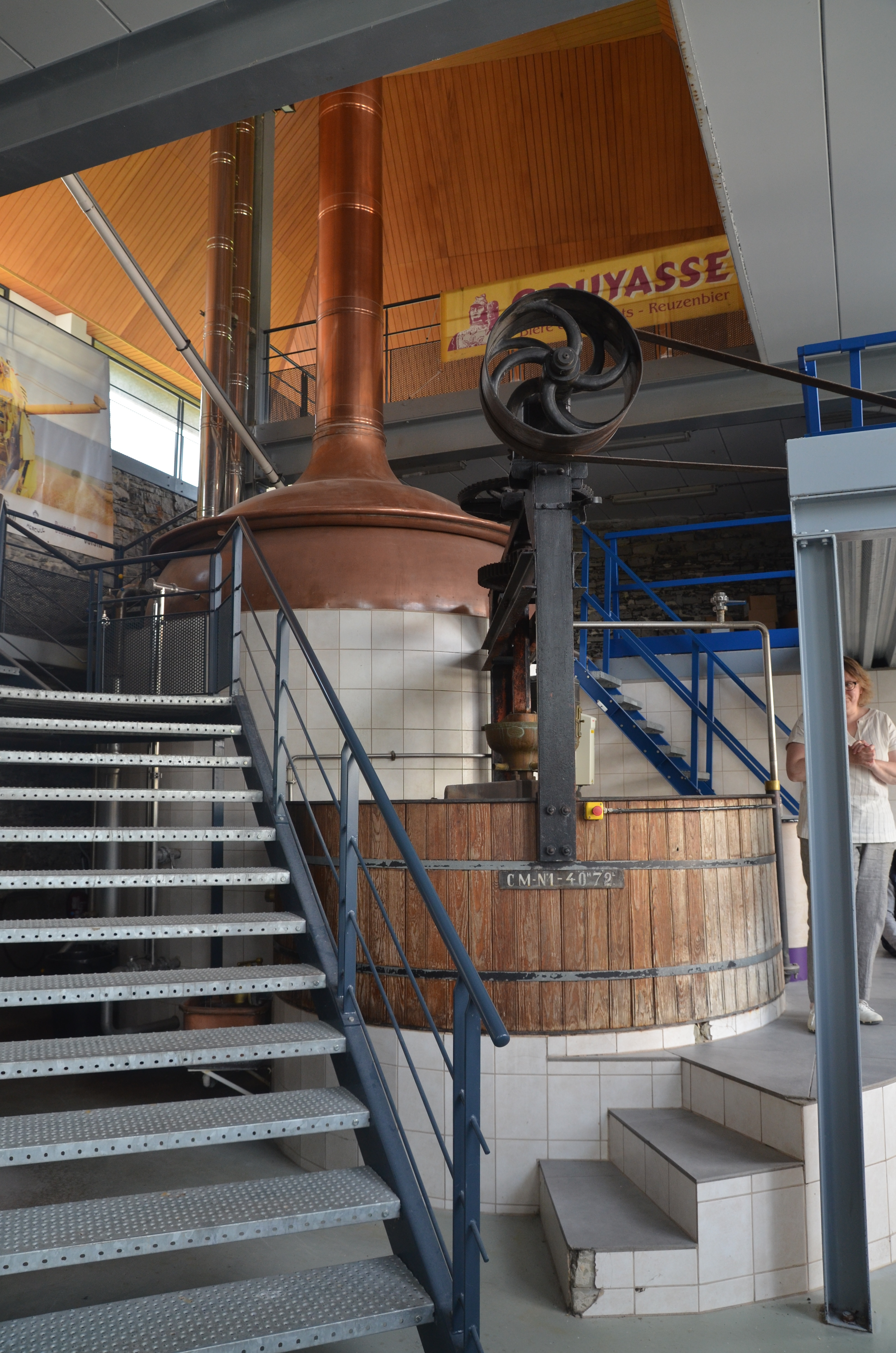
Cuve-matière de 4072 litres.

C'est en 1993 que Philippe Gérard ouvre à Ellezelles la Brasserie Ellezelloise dans les murs d'une ancienne fermette. Le premier brassin de la Quintine est réalisé le 15 juillet 1993. Pour la petite histoire, la Quintine est le nom d'une sorcière du village d'Ellezelles. Elle apparaît avec son balai sur l'étiquette.
Pierre Delcoigne et son épouse Vinciane Wergifosse ont acheté en 1997 le Castel d'Irchonwelz datant du XIIe siècle afin d'y installer une brasserie artisanale, la Brasserie des Géants. Ils sont tous les deux titulaires d'un diplôme d'ingénieur chimiste et bio-industries à l'Université catholique de Louvain. Le premier brassin de Gouyasse est réalisé et commercialisé en 2000. 
En décembre 2006, la brasserie des Géants rachète la brasserie Ellezelloise  pour devenir la brasserie des Légendes,,.
En 2016, la brasserie des Légendes est lauréat de la « Best Belgian Beer of Wallonia » aux côtés de ses consœurs la brasserie De Ranke et de la brasserie Les Trois Fourquets,,,.
En 2024 la brasserie des Légendes lance sa première pils nommé « Légendaire ». Cette pils est uniquement composée de malt et à une teneure en alcool de 5%,.

## Bières
La Brasserie des Légendes produit et commercialise : 
- La Quintine blonde titre 8 % d'alcool et est refermentée en bouteille[2].
- La Quintine ambrée titre 8,5 % d'alcool. Elle est fabriquée avec du malt caramel[2].
- La Saison 2000 est aussi une bière ambrée. Elle titre 6,5 % d'alcool[2].
- La Blanche des Saisis est une bière blanche titrant 6,2 % d'alcool.
- L'Hercule est un stout titrant 9 % d'alcool[2].
- La Goliath blonde titrant 6 % d'alcool.
- La Goliath triple, élue meilleure bière blonde wallonne en 2012 et titrant 9 % d'alcool.
- La Goliath Winter, une bière ambrée titrant 7 % d'alcool.
- La Gouyasse, une bière blonde titrant 6 % d'alcool[2].
- La Ducassis, primée Pionnier au salon Horeca Expo à Gand en novembre 2003 est une bière bio de haute fermentation aux baies de cassis titrant 3 % d'alcool[13].
- La Saison Voisin, brassée depuis 1884 selon une recette originale, élue meilleur bière ambrée wallonne en 2012, est une bière de type saison titrant 5 % d'alcool[14],[15].
- L'Urchon, une bière brune titrant 7,5 % d'alcool.
- La Légendaire est un pils de 5% d'alcool[11].

La brasserie produit aussi la Corne du Bois des Pendus pour la brasserie d'Ébly dans l'attente de la mise en production de cette dernière.